# 陳府
陳府（1482年—？年），字孔修，應天府上元縣民籍，浙江麗水縣人。明朝政治人物。

## 生平
治《詩經》，行一，正德八年（1513年）應天府鄉試第六十二名舉人，嘉靖二年（1523年）中式癸未科會試第一百三十六名，第三甲第六十九名進士。九年十一月选授南京陕西道試御史，十年十二月因弹劾陕西三边总制王琼被逮下诏狱。

## 家族
曾祖陳宗達。祖父陳子實。父陳榮，知县。母张氏。慈侍下。弟陳庭。